# Ángel Allaria
Ángel Pacífico Allaria (7 de mayo de 1865; Río Cuarto, Córdoba - 12 de octubre de 1942, Buenos Aires) fue un militar argentino que llegó al grado de general de división y ejerció como ministro de Guerra en la segunda década del siglo XX.
Ingresó al Colegio Militar de la Nación a los 17 años, egresando como subteniente del Arma de Artillería en 1888. Destacado a varios destinos en el interior del país, llegó al grado de mayor en 1889.
Dos años más tarde hizo un primer viaje a Europa, para comprar fusiles Mauser; aprovechó el viaje para iniciar estudios en el Colegio Militar de Turín, que completaría en un segundo viaje, realizado cuatro años más tarde, junto con la comisión de comprar artillería moderna.
A fines del siglo XIX inició una carrera administrativa con importantes responsabilidades, alcanzando también ascensos en una rápida progresión; comandante de la Artillería de Montaña, miembro de la Comisión Nacional de Armamentos, llegó a ser director del Colegio Militar en 1905. Dos años más tarde fue presidente de la Comisión Militar del Ministerio de Guerra.
Durante el comienzo de la presidencia de Roque Sáenz Peña fue Superintendente de Construcciones Militares, ya con el grado de general de división. En febrero de 1914 fue nombrado Ministro de Guerra. Su principal cometido fue modernizar y armar al Ejército Argentino lo más completamente posible ante la eventualidad de que su país pudiera verse obligado a entrar en la Primera Guerra Mundial, lo que en definitiva no ocurrió.
Retirado del servicio activo en los años siguientes, fue vicepresidente de la petrolera estatal YPF durante la presidencia de Marcelo Torcuato de Alvear, la segunda de Hipólito Yrigoyen y de la dictadura de José Félix Uriburu.